# Рударски истражни радови
Рударски истражни радови су радови којима се утврђује да ли у лежишту постоји довољна количина једног или више корисних минерала, који се при постојећем стању технике могу искористити са задовољавајућим економским успехом. Затим предстоје детаљна испитивања и отварање тог лежишта. Начин отварања требало би бити најповољнији и најјефтинији.

## Историја
У прошлости, стари рудари су обављали само најосновније рударске радове, јер су располагали најпримитивнијим рударским алатом. Поред тога, ипак, су имали велико искуство у проналажењу лежишта минералних сировина. Почев од каменог доба, када је човек из Земљине коре кренуо да чупа комаде кремена које је користио за израду првих оруђа и оружја, стицао је искуство из кога је учио да се одређена минерална сировина налази у одређеној природној средини и да су поједине стене носиоци одговарајућих руда. Управо на овом темељу базирају се и рударски истражни радови. За истраживање минералних сировина до XIX века раскопавање тла, најпре рукама, алатом, а затим и стројевима, копање окана и ходника, употреба вилиних рашљи, представљале су главне и једине методе. Револуционарну промену доноси бушилица (на парни погон) средином XIX века, као и идеја за бушење тврдих стена употребом индустријског дијаманта.

## Начела проспекторског рада
1556. године Агрикола, рударски писац, објавио је своју познату књигу „О геологији, рударству и металургији” (eng. „De re metallica”), у којој је објединио целокупно дотадашње рударско знање и предочио какве способности рудар мора да поседује: „Пре свега рудар мора већ унапред да зна проценити која планина пружа највише изгледа за рударске радове. Он мора познавати како се јављају различита лежишта, рудне жиле, жилице и слојеви.” 
Данас, сваки проспектор, за успешно истраживање мора да се руководи следћим начелима, који су сврстани у три групе: придржавање општих геолошких чиниоца, уочавање површинских знакова и осталим помоћним средствима.

### Општи геолошки чиниоци
Значај конфигурације терена
Лежишта руда пре свега треба тражити у брдским и планинским пределима, а тек после у равничарским. Разлог за то јесте чињеница да су масиви стена у тим деловима више поремећени, односно изложени јачим раседањима и јачем набирању, чиме се стварају пукотине које омогућавају минерализацију. Планински крајеви садрже највише магматских или еруптивних стена, које представљају основ многих рудних лежишта и изложени су ерозији која носи минерални материјал у реке, а он може да послужи као путоказ за проналажење примарних лежишта. 
Генетско сродство минералних лежишта и стена
Познато је да су неки минерали везани искључиво за одређене врсте стена. Ултрабазичне стене (оливинске и серпентинске) у себи носе платину, хромит, магнезит, азбест итд. Гранит и друге киселе стене садрже злато, каситерит, волфрамит, шелит, лискун и др. Док седиментне стене носе слојеве угља, калијумове и кухињске соли, гипса, у седиментним наслагама се налази и нафта у антиклиналама испод непропустљивих слојева. 
Геолошка старост терена
Већу наду за појаву самих лежишта пружају старије планине, али не изоставља се ни могућност њиховог настанка у планинама млађе геолошке формације.

### Површински знаци
Типични рељеф терена
Стена и руда у њој могу имати различиту тврдоћу што утиче на резултат деловања ерозије. Уколико је стена мекша, а рудна жица тврђа (златоносне кварцне жице и пегматитске жице с лискуном) та жица ће се издизати изнад површине у виду зида, а у обрнутом случају настаће ровови, удубљења. Овакви облици карактеристични су и за лежишта соли и гипса. 
Извори
У земљиној кори постоје пукотине које су испуњене рудом и оне представљају пут за кретање подземних вода које често избијају у виду извора на површину и њиховим праћењем следи се рудна појава. У тим водама растворене су соли метала, а највише сулфата, чије се присуство, чак и у малим количинама, може доказати хемијским путем помоћу воденог раствора баријевог хлорида који се издваја у виду белог талога или у случају веће концентрације хидроксида гвожђа у виду мркоцрвеног талога. Овакве воде су штетне за здравље и стока их избегава и у њиховом окружењу скоро да нема биљног света. 
Боја површине терена
Површински изданци рудних лежишта могу бити јаче обојени. У минералним скуповима увек има пирита и других минерала које садрже гвожђе, па се на површини може јавити секундарни лимонит (жута боја), који је познат као „гвоздени шешир’’, и био је добар наговештај рударима за постојање рудног лежишта. Манганово присуство изданку даје црну боју, бакрово зелену или плаву, присуство никла светлозелену, а кобалта црвенкасту. 
Комади руда
Комади руда налазе се непосредно уз изданке минералних лежишта или испод њих, на падинама и у подножијима брдовитих терена. Они могу гравитацијом или водом да буду однешени или удаљени од свог примарног места настанка. Комади који су у непосредној близини лежишта су крупнији и са оштријим ивицама, за разлику од оних који су били транспортовани, услед чега се зрно смањило, а ивице заоблиле. Ако је рудна жила паралелна са потоком, онда комади руда могу бити распоређени по читавој падини, а ако није онда се налазе само у одређеној ширини.
Алувиони (наноси)
Алувиони су богата секундарна рудна лежишта у низијама, која настају транспортовањем комадића руде, одломљених из својих примарних лежишта. У Србији су позната наносна лежишта злата (Пек), платине, каситерита, осмијума, иридијума итд.
Треба увек имати у виду ове чињенице и испитати да ли широки токови река садрже корисне минерале у наносима песка и шљунка. 

### Помоћна средства
Стари рударски радови
У прошлости народи нису познавали све метале који су данас у употреби и примитивним алатом нису могли да исцрпе лежиште до краја, па су многа лежишта у већем делу остала недирнута и данас представљају велике рударске комплексе (Трепча). Авала, Рудник, Ново Брдо, Леце само су неки од рудника у којима су постојали стари радови,а који су касније отворени и настављено је са дубљим ископавањима. Међутим, постоје и стари радови који су зарушени и ту се налазе сада увале. 
Остаци згуре (шљаке) старих топионица
Као знак некадашње рударско-топионичарске делатности у потоцима и рекама може да се нађе стара згура. Ако је познато да топионице нису много удаљене од тих рударских радова, онда ти остаци могу бити добар знак за испитивање шире околине и за откривање на чему ту се радило.
Карактеристично растиње
Изданци руда су углавном голи, без вегетације, јер немају пуно хранљивих састојака или могу бити прекривени биљкама које се хране солима извесних метала, па су те биљке по њима добиле и име (лежиште цинка, олова и бакра). 
Искази мештана
Корисни подаци могу бити и информације које се добијају на терену од самих мештана, јер постоји могућност да су пронашли руду приликом орања, копања бунара, темеља, а можда постоји могућност и за добијање примерка. Они такође могу упутити и на неке старе истражне радове у околини.
Стручна литература
Сваки проспектор пре изласка на терен мора да проучи литературу те области. Старе архиве представљају богату ризницу података и о старим радовима у рудницима, као и стручне извештаје који могу бити путокази за отпочињање истражних радова.

## Поступак при проналажењу лежишта
Лежишта се углавном налазе намерно, али понекад то може бити и случајно, у непознатим крајевима или у крајевима који су од раније познати. Најлакши начин јесте праћењем комада руда узводно, у наносима река и потока. Што су комади већи и интезивнији, то значи да је примарно лежиште близу, а када се дође до дела где престаје појава комада руде, долази се до циља. По падинама долине разликују се два вида појаве комада руде: пружање навише целом ширином падине (рудна жила паралелна са долином или рудно тело магматског или контактнометаморфног постанка), или се већим делом ширина у реци, потоку навише сужава и исклињава (рудна жила управна на пружање падине). 
За праћење комада руде по падинама долине треба се послужити копањем раскопа, усека, засека, ровова, израдом поткопа и нископа, али и ручним бургијама. Када се први пут дође до рудног лежишта, наставља се претрага, како по ширини тако и по дужини, како би се употпунила слика о пружању тог рудног тела. Рудно тело се пресеца попречно и уздужно помоћу више паралелних истражних ровова и у извесним случајевима копањем истражних окана у виду шаховске табле. Током извођења тих радова узимају се узорци за хемојску анализу, а на плану се означавају места њиховог узимања према редном броју. На основу добијених резултата анализе ради се план минерализације са издвајањем богатих и сиромашних зона, али и попречни и уздужни профил површинског дела. Речни наноси се помоћу бушотина и окана испитују на садржај племенитих метала и других отпорних минерала, узимањем проба. Из њих се издваја концентрат и добијени подаци се уносе на план.
Ако на неким барама и изворима постоје појаве масних мрља, то указује на могућност налажења нафте. Таква места треба избушити, чиме се постиже избијање нафте на површину. 

## Истражни радови
При извођењу истражних радова треба избегавати подземне радове, јер су скупљи и захтевају квалификовану радну снагу, која не може увек да се добије.

### Раскоп
Раскопи су најједноставнији радови којима се чисте изданци и њихове контактне зоне. Они се обично не одржавају, али морају да омогуће правилно узорковање и мерење азимута пружања и нагиба стена.

### Ров
Истражни ров се копа кроз материјал који покрива рудно лежиште, трапезастог је профила. Треба избегавати дубину која је већа од 1,5 метара и ширину већу од 1 метра. Стране рова морају имати одређени нагиб због одроњавања, а понекад се врши и његово подграђивање.

### Окно
Истражна окна, вертиклане рударске просторије, могу бити плитка, до 20 метара, али и дубља преко 100 метара. Примењују се у истраживањима, у отварању рудних тела са стрмим падом, али и у истраживању алувиона племенитих метала и драгог камења. Најприкладније димензије јесу од 1,00x1,40 m do 1,20x1,80 m. До дубине 2-3 метра материјал се може избацивати и лопатом, али за веће дубине неопходно је користити витло. Окна се подграђују, евентуално за плитка некад није потребна подграда.

### Усек и засек
Усек је површински рад, нешто веће запремине, који се хоризонтално усеца у брдо, управно на пружање падине долине.Засек је такође површински истражни рад, али он иде паралелно са пружањем падине долине.

### Поткоп и нископ
Истражни поткоп је хоризонтална просторија која се подграђује и има мали успон због отицања воде (3—4%). Профил је обично 1,40x1,80 m. Истражни нископ је прелаз од окна ка поткопу, има извесни нагиб и највећу примену код слојевитих рудних лежишта. Подграђује се по потреби и профил му је обично 1,40x1,80 m.
Окна, поткопи и нископи треба да доведу само до рудног тела, тако да њихова дубина не треба да буде велика, али морају бити на право место постављени, како би добили најбоље резултате истраживања

### Ходници
Истражни ходници могу да се израђују ручно и тада се откопани материјал извози ручно и профил има површину приближно 3 m², а у случају профила са једним колосеком површина износи 3,8 m². За ове веће ходнике користи се механизација са моторним бушилицама и одвозом материјала вагонетима. У ходницима се раде и бочни канали за отицање воде, због чега се ходници раде са малим успоном, што олакшава и извоз материјала пуним колицима низ падину.

### Истражно бушење
Истражно бушење је најбржи и најјефтинији, а често и једини применљиви поступак код лежишта која су прекривена кровином и за дубље делове рудишта. Данас се углавном буши стројевима, али ретко и ручно. Ручно бушење се примењује као уводно бушење дубоких бушотина и у технички неразвијеним крајевима за бушење бунара. Ови радови се спроводе у свим фазама истраживања минералне сировине, али и за време експлоатације за потребе отварања нових делова лежишта . Плитке бушотине се израђују помоћу тзв. геолошких гарнитура за бушење (сврдла, бушаће шипке и пречаге за окретање). Код испитивања растреситог материјала (златоносни наноси песка и шљунка) неопходно је да се бушотина обложи заштитним цевима како би се избегло обрушавање. И за овакве случајеве користе се системи Емпајер, Банка и др. за дубине од 15-20 m. За веће дубине користе се гарнитуре ударног или обртног система велике покретљивости и брзине. Велики значај имају бушаће круне, којима се добијају језгра бушеног терена, чиме се може пратити његов састав. Када се терен избуши круном, у цевима за вађење језгра остаје његов део, који се извлачи напоље. Важно је да ови радови могу да се изводе и из подземних просторија и то у свим правцима, али је свакако најпожељнији вертикални. 

## Опрема
Опрема за извођење истражних радова данас је веома разноврсна, али сваки проспектор, пре почетка, мора извршити одређена испитивања терена. То може учинити помоћу следећег прибора који је представљао, до пре педесетак година, обавезно средство сваког проспектора:
| Топографска и геолошка карта, мање размере                                                                 | Геолошки чекић и два секача   |
| Геолошки компас                                                                                            | Минералошко-петрографска лупа |
| Боца са соном киселином                                                                                    | Боца са баритном водом (ВаСI) |
| Ручна бургија за дубину 2-3 метра                                                                          | Џепни нож                     |
| Порцеланска плочица за пробу огреботина                                                                    | Џепна пантљика до 20 метара   |
| Џепни метар дужине 1-2 метра, са сантиметарским поделом                                                    | Даљиномер                     |
| Фотографски апарат                                                                                         | Двоглед                       |
| Оловка у боји                                                                                              | Материјал за писање и цртање  |
| Материјал за етикетирање и паковање                                                                        | Торба                         |
| За случај да се радови обављају у ненасељеном крају потребни су шатор и опрема за спавање, као и намирнице |                               |

## Испитивање пронађеног лежишта
На основу резултата проспекторског рада, даље се приступа детаљном истраживању самог лежишта како би се открио његов стварни облик, садржина и прорачунале резерве које су могуће за експлоатацију. За процену неког лежишта неопходно је извршити детаљне истражне радове, узимати редовно пробе за хемијске анализе и прорачунати резерве минералне сировине.<

### Детаљни истражни радови
Обим и изглед детаљних истражних радова зависе од саме природе лежишта, да ли је оно правилног облика, тектонски поремећено, или не. Код седиментних и жичних рудних лежишта примењују се најједноставнији начини истраживања, по пружању и паду, док се метасоматска лежишта истражују окнима са отварањем ходника којима се следи лежиште у свим правцима. Ови радови треба да се изврше у што краћем року, па се приступа машинском раду.

### Узимање проба
Узимање проба је најважнији задатак који се мора поверити особи која има довољно праксе и искуства, али и посвећености. Од способности те особе зависе резултати испитивања, јер може доћи до тога да лежиште буде прецењено или што је још горе напуштено, због погрешне оцене да садржи низак проценат метала. Пробе се могу узети на више начина: засеком, минирањем, проба с врећом, проба с прашином из минских рупа и пробе концентрата у рудном наносу. 

### Прорачун рудних резерви
Према стању извршених истражних радова Рударски и металургијски институт у Лондону дао је поделу рудних резерви на видљиве, вероватне и могуће резерве. Видљиве резерве су оне које су рударским радовима потпуно отворене и могу одмах да се експлоатишу. Вероватне резерве се установљавају копањем додатних окана и ходника, док се о могућим резервама одлучује произвољно и зато се не дају у цифрама.
Рачунање запремине отвореног лежишта се врши по деловима, између појединих хоризоната, одбијањем количине која је извађена при изради просторија и сабирањем тих појединачних запремина. Уколико се запремина помножи са просечном специфичном тежином руде и јаловине, добија се количина минералне масе у тонама. 